# Карачевский детинец
Карачевский детинец — ядро древнерусского Карачева, впервые упомянутого в Ипатьевской летописи под 1146 годом. Располагался в южной части современного города на высоком правом берегу реки Снежеть. Общая площадь составляла 6 га. С запада и юга был защищён крутыми склонами. С напольной северной стороны сохранился вал высотой 2,5 м и ров глубиной 1,5 м и шириной 18 м. С восточной стороны упирался в глубокий овраг, на краю которого также заметны следы вала. Сохранившиеся участки вала называют в совокупности Татарским валом.
Культурный слой согласно археологическим исследованиям содержит отложения XII—XV веков. Городище было обследовано Т. Н. Никольской и С. С. Ширинским. Среди находок — древняя керамика, обломки стеклянных браслетов, предметы быта.
На территории детинца ныне находится собор Михаила Архангела первой половины XVIII века. Рядом с ним в 2012 году выявлены остатки каменного храма домонгольского времени, основная площадь которого находится внутри стен собора Михаила Архангела.